# Các nhân vật trong Overwatch
Game bắn súng đồng đội góc nhìn thứ nhất, Overwatch, phát triển bởi Blizzard Entertainment và ra mắt vào tháng 5 năm 2016. Tính đến thời điểm hiện tại, Overwatch đã ra mắt 29 nhân vật có thể chơi được (Hero) và một số nhân vật phụ đóng góp vào cốt truyện, thường được kể thông qua phim ảnh, truyện tranh bên ngoài game.
Cốt truyện của Overwatch diễn ra trên Trái Đất ở một "tương lai gần", vài năm sau sự kiện "Omnic Crisis", thời kì mà con người đang bị đe dọa bởi sự trỗi dậy robot (được gọi là omnic). Liên Hợp Quốc đã thành lập một đội những nhân vật ưu tú là Overwatch nhằm kết thúc cuộc xung đột này. Đội Overwatch tiếp tục bảo vệ hòa bình cho đến khi tan rã, nhưng những thành viên trước đã trở lại khi những mối nguy đến nhân loại đến gần. Blizzard muốn tạo nên một tập hợp những nhân vật đa dạng, phản ánh cái nhìn tích cực trong một tương lai gần, chung sống với những nhân vật khác người.
8 nhân vật: Lúcio, Tracer, Zarya, Genji, D.Va, Ana, Junkrat, và Hanzo đã xuất hiện dưới dạng nhân vật chơi trong game MOBA của Blizzard, Heroes of the Storm.

## Bối cảnh
Overwatch là một game online bắn súng góc nhìn thứ nhất, và là một ví dụ của thể loại "Hero Shooter", khi các người chơi chọn một trong nhiều những nhân vật được thiết kế sẵn với những chiêu thức đặc biệt. Đa số các chế độ chơi đưa hai đội chơi sáu người vào một trận đấu để chiến đấu với một mục tiêu cụ thể trên một bản đồ ngẫu nhiên.
Mỗi trận đấu bắt đầu với người chơi chọn một trong những nhân vật có sẵn. Những nhân vật trong game được phân làm ba nhóm chính: Damage (sát thương chính), tank (đỡ đòn) và support (hỗ trợ). Các nhân vật thuộc lớp sát thương chủ lực sẽ là nguồn gây sát thương chính của đội. Trong khi đó, đỡ đòn là lớp nhân vật có thể nhận nhiều sát thương cho cả đội còn hỗ trợ có thể giúp hồi máu hoặc gây những hiệu ứng lên đồng đội hoặc kẻ địch. Người chơi có thể đổi nhân vật ngay giữa trận đấu sau khi chết, hoặc khi họ trở lại căn cứ.
Các nhân vật đều có những yếu tố sau đây: máu, tốc độ di chuyển, ít nhất một cách tấn công, ít nhất một chiêu độc nhất. Các chiêu thức có thể sử dụng lại ngay sau khi quãng thời gian hồi chiêu kết thúc. Mỗi nhân vật cũng có ít nhất một chiêu thức tối thượng cực kỳ mạnh, khi mà một thanh được nạp đầy đủ. Thanh này tăng dần theo thời gian và có thể tăng nhờ sử dụng các hành động như giết đối phương và hồi máu đồng đội. Sau khi sử dụng chiêu thức tối thượng, người chơi phải chờ đến khi thanh được nạp xong.
Chiến thắng các trận đấu, người chơi sẽ được nhận kinh nghiệm trong meta-game. Ngoài ra, người chơi còn nhận được các loot box sau khi lên cấp kinh nghiệm. Những hộp này có thể chứa các phần thưởng ngẫu nhiên như trang phục, biểu cảm, câu thoại, hay các vật phẩm trang trí mà không làm thay đổi gameplay chính.

## Tổng quan
Overwatch bắt đầu với 12 nhân vật vào tháng 11 năm 2014, được công bố ở hội nghị BlizzCon  và tăng lên 21 nhân vật trong hội nghị năm sau.

## Nhân vật

### Lớp nhân vật sát thương chính

#### Ashe
Ashe, tên đầy đủ là Elizabeth Caledonia "Calamity" Ashe, là một tay súng Mỹ đứng đầu băng Deadlock Gang, một băng tội phạm buôn lậu súng ở Arizona. Vũ khí chính của cô là The Viper, một cây súng trường liên thanh, có thể xài ở cả cự ly gần và xa. Cô còn sở hữu một cây Coach gun, có thể hất đối phương ra xa đồng thời đẩy lùi cô đi, và lựu đạn mà cô có thể phát nổ từ xa bằng cây Viper của cô.
Chiêu thức tối thượng của cô triệu hồi B.O.B, tiến công về phía trước, hất tung kẻ thù lên không và bắn liên tục sử dụng cây súng gắn trên tay.

#### Bastion
Bastion là một robot chiến binh, có thể chuyển giữa dạng cơ động với súng máy, hoặc dạng đứng yên với một khẩu Gatling. Ngoài ra, Bastion cũng có thể tự sửa chữa, hồi máu một cách nhanh chóng trong khi nội tại giúp nó có thể giảm sát thương nhận vào.

#### Doomfist
Doomfist vừa là cái tên cho chiếc găng tay máy, vừa là cái tên dành cho người mang nó. Người hiện tại đang sử dụng nó là Akande Ogundimu, một doanh nhân và võ sư đánh thuê. Anh ta có thể sử dụng găng tay như một khẩu đại bác, bắn liên tục và hồi đạn theo thời gian, nhưng hầu hết Akande chiến đấu cận chiến. Doomfist có thể tiến về phía trước và hất kẻ thù ra sau, giọng xuống đất và hút những kẻ thù ở gần về phía Doomfist, và một đòn uppercut, hất một kẻ thù lên không và gây sát thương.
Chiêu thức tối thượng của anh cho phép Akande nhảy lên không trung và giọng thẳng xuống đất, gây sát thương và đẩy lùi kẻ thù ở gần.

#### Genji
Genji, tên đầy đủ là Genji Shimada, là một ninja nửa máy người Nhật. Đòn đánh chủ yếu của anh là bắn phi tiêu, hoặc bắn liêu tục, hoặc bắn trải dài theo một đường ngang. Anh cũng có thể lướt nhanh về phía trước và phản đòn của đói phương. Anh cũng rất nhanh nhạy, cho phép anh nhảy hai lần và chạy trên tường.
Chiêu thức tối thượng của anh cho phép anh sử dụng cây ōdachi Dragonblade, gây ra những cú chém cận chiến cực mạnh.
Genji được lồng tiếng bởi Gaku Space.

#### Hanzo
Hanzo, tên đầy đủ là Hanzo Shimada, là một cung thủ, sát thủ và lính đánh thuê người Nhật. Anh sử dụng cây cung Storm Bow cùng các mũi tên đặc biệt. Những cây tên âm thanh giúp tìm kẻ thù, trong khi những cây tên bão cho phép anh bắn sáu phát liên tục. Như Genji, Hanzo cũng có thể đi trên tường.
Chiêu thức tối thượng của anh bắn linh hồn của hai con rồng về phía trước, gây sát thương cực mạnh trên đường đi.
Hanzo được lồng tiếng bởi Paul Nakauchi.

#### Junkrat
Junkrat, tên thật là Jamison Fawkes, là một scavenger người Úc, một lính đánh thuê. Anh mang theo một khẩu súng bắn lựu, rất nhiều bẫy, và những trái mìn có thể kích nổ từ xa. Khi Junkrat chết, nhiều trái lựu đạn sẽ rớt ra khỏi anh, với hi vọng gây sát thương lên kẻ tấn công anh.
Chiêu thức tối thượng của Junkrat là một bánh xe tải chứa đầy thuốc nổ mà anh có thể điều khiển và kích nổ.
Junkrat được lồng tiếng bởi Chris Parson.

#### McCree
McCree, tên đầy đủ là Jesse McCree, là một thợ săn tiền thưởng người Mỹ với một cánh tay máy theo mô típ miền Viễn Tây. Anh mang theo khẩu Peacekeeper với khả năng bắn từng phát với độ chính xác cao ở tầm trung hơặc bắn liên tục ở tầm gần.
Chiêu thức tối thượng của McCree cho phép anh gây sát thương trực tiếp lên những kẻ địch trong tầm nhìn, sát thương tỉ lệ với thời gian anh nhắm.
McCree được lồng tiếng bởi Matthew Mercer.

#### Mei
Mei, tên đầy đủ là Mei-Ling Zhou (周美灵), là một nhà thời tiết học người Trung Quốc và là một nhà mạo hiểm từ Xi'An. Cô mang theo khẩu Endothermic Blaster có khả năng đóng băng kẻ địch ở tầm gần hoặc bắn đạn băng 73 tầm xa. Ngoài ra cô có thể tự đóng băng mình để bảo vệ và hồi máu bản thân, cũng như dựng lên những bức tường băng với tác dụng chính là cản đường đi của đối phương.
Chiêu thức tối thượng của cô gọi Snowball, drone điều chỉnh thời tiết của cô, tạo nên một vùng bão tuyết, đóng băng kẻ địch trong một khu vực rộng.
Mei được lồng tiếng bởi Zhang Yu.

#### Pharah
Pharah, tên thật là Fareeha Amari, là một nhân viên bảo vệ người Ai Cập. Cô mang mặt nạ, một bộ quần áo gắn jetpack với một khẩu Rocket Launcher làm vũ khí chính của cô. Cô có thể phóng một tên lửa cực mạnh có thể đẩy lùi nhưng không gây sát thương. Bộ jetpack sau lưng giúp cô di chuyển cực linh hoạt cũng như có khả năng lơ lửng trong không trung.
Chiêu thức tối thượng của cô cho phép cô bắn liên tục một làn tên lửa xuống những kẻ địch dưới mặt đất trong khi cô cố định giữa không trung.
Pharah được lồng tiếng bởi Jen Cohn.

#### Reaper
Reaper, tên thật là Gabriel Reyes, là một lính đánh thuê và khủng bố người Mỹ. Anh mặc một bộ áo khoác đen và một mặt nạ đầu lâu và những khẩu Hellfire Shotguns. Anh có khả năng dịch chuyển tức thời tầm trung, và trở nên bất khả xâm phạm trong một khoảng thời gian ngắn. Anh có thể hồi máu tương ứng 20% sát thương anh gây ra.
Chiêu thức tối thượng của anh là khi anh bắn liên tục xung quanh, gây một tấn sát thương ở một khu vực nhỏ xung quanh anh.
Reaper được lồng tiếng bởi Keith Ferguson.

#### Soldier: 76
Soldier: 76, tên thật là Jack Francis Morison, là một tên lính người Mỹ. Anh mặc một mặt nạ và mang theo khẩu Heavy Pulse Rìle và khẩu bắn tên lửa Helix Rockets. Anh có thể lướt nhanh về phía trước với thời gian hồi chiêu thấp, một thiết bị hồi máu trong một khu vực.
Chiêu thức tối thượng của anh giúp anh đánh dấu vị trí của những k3 địch trong tầm nhìn của anh.
Soldier: 76 được lồng tiếng bởi Fred Tatasciore.

#### Sombra
Sombra, tên thật là Olivia Colomar, là một hacker người Mexico. Cô mang theo một khẩu Machine Pistol cho đánh nhau tầm gần. Cô có khả năng đặc biệt là Hack kẻ thù, trụ và những bình máu. Kẻ thù bị hack không thể dùng kĩ năng, trụ bị hack thì không thể hoạt động. Còn bình máu bị hack thì hồi nhanh hơn và kẻ địch không thể sử dụng chúng. Ngoài ra, Sombra còn có khả năng di chuyển nhanh trong khi tàng hình và dịch chuyển tới thiết bị Translocator của cô.
Chiêu thức tối thượng của cô cho phép cô giải phóng một nguồn năng lượng điện từ để hack tất cả kẻ thù và phá những lá chắn xung quanh.
Sombra được lồng tiếng bởi Carolina Ravassa.

#### Symmetra
Symmetra, tên thật là Satya Vaswani là một kiến trúc sư người Ấn Độ. Cô mang theo một khẩu Photon Projector có thể bắn một tia gây sát thương tăng dần theo thời gian ở cự li gần. Khẩu súng cũng có thể bắn ra những trái banh năng lượng bay với tốc độ chậm. Cô có thể lắp đặt tối đa ba Sentry Turrets, những khẩu đại bác bắn kẻ địch khi chúng tới gần, lên những mặt phẳng. Cô còn thể llắp đặt một thiết bị dịch chuyển tức thời mà cô, đồng đội và một số kỹ năng có thể sử dụng.
Chiêu thức tối thượng của cô tạo một lớp khiên năng lượng cực mạnh, cản lại sát thương của đối phương.
Symmetra được lồng tiếng bởi Anali Bhimani.

#### Torbjörn
Torbjörn, tên đầy đủ là Torbjörn Lindholm, là một kỹ sư người lùn người Thụy Điển. Ông mang một khẩu Rivet Gun có thể bắn molten slag và một cây búa Forge Hammer' để đánh gần. Ông có thể lắp đặt các khẩu Deploy Turet có khả năng nhắm và bắn kẻ địch trong tầm nhìn của nó. Ngoài ra, Torbjörn có thể tăng giáp, tốc độ và sát thương trong một khoảng th72i gian ngắn.
Chiêu thức tối thượng của ông bắn 10 trái banh kim loại nóng chảy lên mặt đất, gây sát thương kẻ địch bước lên chúng.
Torbjörn được lồng tiếng bởi Keith Silverstein.

#### Tracer
Tracer, tên thật là Lena Oxton, là một phi công và nhà mạo hiểm người Anh. Cô mang theo hai khẩu Pulse Pistol và mang theo một thiết bị thời gian trên ngươi, giúp cô lướt nhanh trong thời gian hoặc quay lại vị trí cô đứng ba giây trước đó.
Chiêu thức tối thượng của cô gắn trái bom Pulse Bomb lên kẻ địch, gây sát thương lớn sau một khoảng thời gian chờ ngắn.
Tracer được lồng tiếng bởi Cara Theobold.

#### Widowmaker
Widowmaker, tên thật là Amélie Lacroix, là một sát thủ bắn tỉa người Pháp. Cô mang theo khẩu Widow's Kiss, một khẩu súng trường có thể tự động nhắm ở tầm gần. Ngoài ra, cô có thể bắn những móc câu để đưa cô lên trên vị trí cao và lắp đặt các quả mìn để cản đường địch.
Chiêu thức tối thượng của cô cho tầm nhìn kẻ địch, thậm chí là xuyên tường, cho cả đội.
Widowmaker được lồng tiếng bởi Chlóe Hollings.

### Lớp nhân vật đỡ đòn

#### D.Va
D.Va, tên thật là Ha Na Song, một phi công người Hàn Quốc và là một cựu gamer chuyện nghiệp đến từ Busan. Cô có thể lái những chiến cơ với hai khẩu Fusion Cannons, vũ khí giống shotgun không cần nạp lại đạn. Chiến cơ của cô có thể bay về phía trước một đoạn ngắn cũng như có khả năng cản lại đường đạn của địch.
Chiêu thức tối thượng của cô là Tự Hủy, cho phép cô làm quá tải chiến cơ của cô và gây sát thương lớn xung quanh. Nếu chiến cơ của cô bị hủy, cô có thể tiếp tục tự chiến đấu với khẩu Light Gun bắn tầm trung cho đến khi có thể triệu hồi lại chiến cơ.
D.Va được lồng tiếng bởi Charlet Chung.

#### Orisa
Orisa là một Omnic nữ, có bốn chân, được tạo nên bởi thiên tài robot Efi Oladele, để trở thành người gìn ngữ hòa bình cho Numbani. VŨ khí chính là Fusion Driver, một khẩu súng máy tầm xa nhưng cũng có thể tạo các trái banh bay chậm có thể hút kẻ thủ vào. Cô cũng có thể tạo một lá chắn để phòng thủ, và có thể Fortify, trở nên miễn nhiễm với khống chế.
Chiêu thức tối thượng của cô tạo nên một thiết bị cung cấp cho Orisa và đồng đội thêm tốc độ đánh. Thiế bị này có thể bị hủy và tự tắt sau vài giây.

#### Reinhardt
Reinhardt, tên thật là Reinhardt Wilhelm, là một người lính và mạo hiểm người Đức. Ông mang một bộ giáp lo lớn, cùng cây búa gắn hỏa tiễn làm vũ khí. Ông có thể tạo một lớp lá chắn, giúp cản lại sát thương cho đồng đội sau tấm khiên. Ông cũng có thể bắn ra các đạn lửa và phóng thẳng về phía địch, đè chúng lên những bức tường.
Reinhardt được lồng tiếng bởi Darin De Paul.

#### Roadhog
Roadhog, tên thật là Mako Rutledge, là bảo vệ của Junkrat. Ông mang một khẩu Scrap Gu có thể bắn tự dộng ở tầm trung hoặc như ột khẩu shotgu. Roadhog có thể tự hồi máu và phóng dây xích, kéo những kẻ thù về phía ông.
Roadhog được lồng tiếng bởi Josh Petersdorf.

#### Winston
Winston được lồng tiếng bởi Crispin Freeman.

#### Zarya
Zarya được lồng tiếng bởi Gavanski.

### Lớp nhân vật hỗ trợ

#### Lúcio
Lucío được lồng tiếng bởi Jonny Cruz.

#### Mercy
Mercy được lồng tiếng bởi Lucie Pohl.

#### Zenyatta
Zenyatta được lồng tiếng bởi Feodor Chin.